# Байдарацкая губа
Байдара́цкая губа — один из крупнейших заливов Карского моря, в его юго-западной части, между Югорским полуостровом и полуостровом Ямал.

## География
Длина губы около 180 км. Ширина у входа 78 км. Глубина до 20 м.
Температура воды на поверхности летом 5—6 °C. С октября по июнь почти полностью покрыта льдом. Подвижки льда в центральной части губы могут происходить только при сильных ветрах и в приливы (амплитуда последних составляет 0,5—1 м). Шторма в открытой части Карского моря могут поднять волну в Байдарацкой губе и взломать лед в её северной и центральных частях. Граница устойчивого стояния льдов изменяется ежегодно, при снижении интенсивности Гольфстрима ледовый покров в бухте может сохраняться до августа.
Берег преимущественно пологий, покрыт тундровой растительностью, местами сильно заболочен. В залив впадает порядка 70 рек. Крупнейшие из них (с юго-запада на северо-запад): Сибирчатаяха, Кара, Лабияха, Пэкучеяха, Нгояха, Нгосавэйяха, Талвтаяха, Тунгомаях, Нгындермаяха, Нензояха, Байдарата, Ёркутаяха, Явхалятосе, Тамбъяха, Нганорахаяха, Хэяха, Юрибей, Ясавэйяха, Тоясё, Юмбъяха, Лыяха, Юрёяха, Лыхыяха, Седатаяха, Хахаяха, Мараяха и Ябтояха. В районе реки Тиутей-Яха на рубеже VI - VII веков была стоянка приморских охотников-зверобоев, а в 2019 году был зафиксирован выход на берег нескольких десятков моржей.
В акватории Байдарацкой губы расположено пять островов: Литке, Нгонярцо, Полумесяц, Левдиев, Торасавэй. Все они необитаемы.
Акватория и побережье губы относятся к территории трех административных образований: Ямальскому и Приуральскому районам Ямало-Ненецкого автономного округа и Заполярному району Ненецкого автономного округа.
Бо́льшая часть побережья губы необитаема. Единственные населённые пункты — Усть-Кара, Усть-Юрибей, Яры и Моррасале. Вблизи юго-восточной и восточной оконечности губы на расстоянии от 20 до 90 км проходит сначала железная дорога (до конечной станции Хралов), а затем постоянно действующий автомобильный зимник.
По дну Байдарацкой губы проложены подводные газопроводы, которые свяжут крупнейшие газовые месторождения Ямала, прежде всего, Бованенковское, Харасавэйское и Южно-Тамбейское, с Европейской частью России. Пять веток пройдут от компрессорной станции КС «Байдарацкая» до КС «Ярынская» сквозь центральную часть губы; ещё одна ветка пойдёт гораздо севернее, на выходе из губы между Бованенковским месторождением и КС «Усть-Кара» возле одноимённого посёлка.
Генеральным подрядчиком по строительству газопровода по дну Байдарацкой губы от Бованенковского месторождения до Ухты является компания ОАО «Межрегионтрубопроводстрой». Генеральным подрядчиком строительства компрессорной станции «Байдарацкая» является ОАО «Ленгазспецстрой» (Санкт-Петербург). В 2012 году строительство КС «Байдарацкая» было окончено и состоялся первый пуск газа.